# George Ramsay, 1. Lord Ramsay of Dalhousie
George Ramsay, 1. Lord Ramsay of Dalhousie (* nach 1570; † vor 22. Juli 1629), war ein schottischer Adliger und Politiker.

## Familie und Werdegang
Sein genaues Geburtsdatum ist unbekannt, jedoch war er der älteste Sohn von James Ramsay of Cockpen und dessen Frau Elisabeth Ramsay of Glatty, die am 5. April 1570 geheiratet hatten. Er hatte einen jüngeren Bruder und eine Schwester. Er war noch minderjährig, als er beim Tod seines Vaters im November 1580 und seines Großvaters George Ramsay of Dalhousie im Dezember 1580 deren Besitzungen und die Stellung als Chief des Clan Ramsay erbte. Seine Ländereien umfassten insbesondere die Gemeinde Cockpen in Midlothian und den dortigen Familiensitz Dalhousie Castle.
Mit Ehevertrag vom 22. September 1593 heiratete er Margarete Douglas, Tochter von George Douglas und dessen erster Frau Janet Lindsey. Mit ihr hatte er vier Söhne und zwei Töchter.
Am 19. August 1601 erwarb Ramsay nach dem Tod von Verwandten weitere Ländereien und wurde spätestens 1603 zum Ritter geschlagen. 1617 nahm er als gewählter Abgeordneter für Kincardineshire am schottischen Parlament teil.
1618 übereignete ihm sein kinderloser Verwandter John Ramsay, 1. Earl of Holderness († 1626) die feudale Herrschaft Melrose in Roxburghshire, woraufhin König Jakob VI. ihn mit Urkunde vom 25. August 1618 als Lord Ramsay of Melrose zu einem Lord of Parliament der Peerage of Scotland erhob. Da der Earl of Holderness bereits eine gleichlautende Lordship of Parliament innehatte, wurde der Titel schließlich mit Urkunde vom 5. Januar 1619 in Lord Ramsay of Dalhousie umbenannt.
Bei Ramsays Tod erbte sein ältester Sohn William den Adelstitel und wurde mit Urkunde vom 22. Juli 1629 auch als Erbe seiner Ländereien amtlich bestätigt. Jener Sohn wurde 1633 von König Karl I. auch zum Earl of Dalhousie erhoben.